# Слива домашняя 'Утро'
Слива домашняя 'Утро' — самоплодный, относительно зимостойкий сорт сливы домашней, среднего срока созревания.

## Происхождение
|  |                       |  |  |  |  |  |  |  |  |  |  |  |  |  |  |  |
|  | 'Скороспелка Красная' |  |  |  |  |  |  |  |  |  |  |  |  |  |  |  |
|  |                       |  |  |  |  |  |  |  |  |  |  |  |  |  |  |  |
|  |                       |  |  |  |  |  |  |  |  |  |  |  |  |  |  |  |
|  | Слива домашняя 'Утро' |  |  |  |  |  |  |  |  |  |  |  |  |  |  |  |
|  |                       |  |  |  |  |  |  |  |  |  |  |  |  |  |  |  |
|  |                       |  |  |  |  |  |  |  |  |  |  |  |  |  |  |  |
|  | 'Ренклод Улленса'     |  |  |  |  |  |  |  |  |  |  |  |  |  |  |  |
|  |                       |  |  |  |  |  |  |  |  |  |  |  |  |  |  |  |
|  |                       |  |  |  |  |  |  |  |  |  |  |  |  |  |  |  |

## Районирование
Сорт введён в Государственный реестр селекционных достижений с 1986 года по Центральному региону.

## Биологическое описание
Дерево среднерослое. Крона овальная, густота и облиствённость средние. Побеги толстые, прямые, тёмно-коричневые, голые.
Листовая пластинка округло-овальная, светло-зелёная, толщина выше среднего, поверхность морщинистая, опушённость сверху и снизу отсутствует, край одногородчатый. Черешок средней длины, имеет желёзки.
Цветок: лепестки не сомкнуты, число тычинок 21, рыльце пестика располагается выше тычинок, завязь голая, чашечка чашевидной формы, цветоножка средней длины, голая. Тип цветения и плодоношения — на букетных веточках и шпорцах.
Плод овальный, масса 26 г, основная окраска зеленовато-жёлтая, покровная имеет вид розового румянца на солнечной стороне, опушение отсутствует, восковой налёт имеется, форма верхушки и основания овальные, воронка у основания мелкая, брюшной шов развит слабо. Внешний вид плодов хороший. Мякоть жёлтая, консистенция тонко-волокнистая, плотность и сочность средние. Сахаристость и аромат мякоти средние, мякоть кисло-сладкого вкуса. Дегустационная оценка вкуса не переработанных плодов 4 балла. Химический состав кожицы и мякоти: содержание сухих веществ — 14 %, свободных кислот — 2,21 %, сахаров — 8,27 %, аскорбиновой кислоты — 16 мг/100 г. Длина плодоножки средняя. Косточка округло-овальная, масса 1,7 г, что составляет 6,5 % от массы плода. Отрыв плода от плодоножки сухой. Транспортабельность средняя. Плоды столового, по другим данным универсального назначения.

## В культуре
Средние сроки цветения 12—20 мая. Сроки созревания 7—14 августа. Возраст вступления в плодоношение 6 лет. Долговечность 21 год. Сорт самоплодный. Урожайность выше среднего. Плодоношение относительно регулярное (4 неурожая за 16 лет). Урожайность средняя за 16 лет — 15 кг/дер. Среднегодовая урожайность за 1995—2000 гг. составила 120 ц/га.
Повреждение побегов и ветвей зимними морозами среднее, цветковых почек сильное. Повреждение цветковых почек весенними заморозками слабое. Засухоустойчивость средняя. Степень поражения болезнями (клястероспориозом, плодовой гнилью) слабая (0,5—1 балла), вредителями (плодожоркой и тлёй) среднее (2,5—3 балла). Сорт к производству пригоден, а к интенсивному садоводству — нет.